# Hans-Peter Pohl
Hans-Peter Pohl (n. 30 ianuarie 1965, Triberg im Schwarzwald, Republica Federală Germania, Germania) este un sportiv ce a reprezentat Germania, medaliat olimpic. A participat la 2 ediții ale Jocurilor Olimpice (1988, 1992) în care a câștigat o medalie de aur.